# كريستوفر مور
كريستوفر مور (بالإنجليزية: Christopher Moore)‏ هو مؤرخ وكاتب بريطاني، ولد في 1950.